# Combertault
Combertault é uma comuna francesa na região administrativa da Borgonha-Franco-Condado, no departamento de Côte-d'Or. Estende-se por uma área de 3,91 km². Em 2010 a comuna tinha 561 habitantes (densidade: 143,5 hab./km²).